# Жири

Структурна формула тригліцеридів. Літерою R (радикали) позначені залишки жирних кислот

Жири́ (інколи ліпіди) — велика група органічних сполук, які, з фізичного погляду, мають меншу від одиниці питому вагу і, як правило, розчинні в неполярних органічних розчинниках, як правило не розчиняються у воді, і під звичайним тиском їх не можна перегнати, не розігрівши. 
В організмі людини основну частину жирів становлять тригліцериди. Крім них жирами називають фосфоліпіди, стероли (в тому числі холестерол).
Жири містяться у тваринних і рослинних організмах. Кожна молекула рослинного або тваринного жиру являє собою змішаний естер гліцерину. Такий жир може бути моно-, ди- та тригліцеридом різних органічних кислот.

## Терміни
На позначення жирів вживають також слова «олії», «масла» і «ліпіди».
Слово «олії», як правило, вживають для позначення жирів, які є рідкими при кімнатній температурі, у той час як слово «жири» зазвичай використовують для позначення жирів, які є твердими речовинами при нормальній кімнатній температурі.
«Ліпіди» вживають для позначення рідких і твердих жирів, а також інших пов'язаних з жиром речовин, як правило, в медичному або біохімічному контексті.
Слова «олії» і «масло» також вживають для будь-яких речовин, незалежно від їх хімічної структури, що не змішуються з водою і жирні на дотик: ефірні олії, терпентинова олія, мінеральні олії, солярове масло, синтетичні масла. Мінеральні олії також називають мінеральними оливами та мінеральними маслами.
Ефірні олії, отримані з різних частин деяких рослин і з фізичного погляду подібні до жирів (олій), але хімічно вони дуже відрізняються від них: зовсім не мають у своєму складі гліцеринових ефірів жирних кислот, а містять у собі різні спирти, альдегіди та органічні сполуки.
Мінеральні олії — добуваються перегонкою нафти, і складаються з вуглеводнів та зовсім не мають у своєму складі гліцеринових ефірів жирних кислот.

## Етимологія
Жир — «сало, корм, буковий горіх, жолудь». Загальноприйнятої етимології немає.

## Розміщення жирів у рослинних і тваринних організмах
Жири містяться майже в усіх частинах та органах рослин і тварин, проте розміщені вони нерівномірно. У рослинах найбільше жиру скупчено в насінні та в їхньому зародку, рідше у плодовій оболонці, що оточує ядро: пальмовий горіх, маслини.
У тілі тварин жир розподіляються нерівномірно, і головним чином накопичується в зашкірній клітковині, тканинах, що обволікають органи, які визначаються посиленою діяльністю: серце, нирки та ін.. В кістковому мозку міститься до 90% жиру.
У клітинах рослин і тварин жир має вигляд дрібних краплинок, що утворюють разом з іншим вмістом клітин емульсію.

## Класифікація жирів
Жири містяться у тваринних і рослинних організмах. Тому за походженням вони поділяються на тваринні і рослинні, які своєю чергою підрозділяються на тверді і рідкі.
Рідкі жири інколи називають жирною олією, щоб диференціювати їх від мінеральних і ефірних олій. Найчастіше, рідкі жири називають просто олією.
Тверді жири тваринного походження часто називають салом. Деякі тверді тваринні і рослинні олії називають маслами: коров'ячий молочний жир і жир бобів какао. Жири тваринного походження мають при кімнатній температурі, як правило, тверду консистенцію, а риб'ячий жир та більшість рослинних жирів — рідку. З рослинних жирів твердими є масло какао та пальмова олія.
Рідкі жири тваринного походження добуваються майже лише з морських тварин та риб, і їх підрозділяють в залежності від кількості в них холестеролу. Печінкова олія деяких риб вирізняється високим вмістом холестерину. Трини і трани витоплюються з усього тіла морських тварин. В тринах, на відміну від транів, міститься багато гліцеридів твердих жирних кислот. Рослинні жири бувають рідкими (соняшникова, бавовняна, соєва, ріпакова, кукурудзяна олії і ін.) та твердими (кокосова, пальмова, какао-олія тощо).

## Хімічний склад жирів
Звичайний жир складається з ліпідів, не жирових та азотовмісних речовин, вуглеводів та мінеральних елементів. Чистий жир являє собою естер триатомного спирту гліцерину СН2ОН — СНОН — СН2ОН і різноманітних жирних кислот. Серед них можуть бути як:
- насичені жирні кислоти, наприклад пальмітинова С15Н31СООН і стеаринова С17Н35СООН,

так і:

- ненасичені жири (у тому разі з одним подвійним зв'язком — наприклад олеїнова кислота С17Н33СООН); з двома — лінолева кислота і з трьома подвійними зв'язками (ліноленова кислота), а також з потрійним зв'язком, наприклад тариринова кислота С17Н31СООН), або навіть чотири (як у арахідонової кислоти) подвійні зв'язки між атомами вуглецю, — і трапляються лише в рослинних жирах і так званому риб'ячому жирі, в організмі людини не синтезуються, але потрібні для багатьох біохімічних процесів, і тому їх відносять до незамінних продуктів живлення. Суміш ненасичених жирних кислот називають вітаміном F[5].

Жирно-кислотний спектр жирів різноманітний. У рослинному й тваринному світі налічується близько 1300 видів жирів, але елементний склад їх відносно мало коливається й дорівнює в середньому, %:
С — 76 — 79, Н — 11 — 13 і О — 10 — 12.
Шляхом гідролізу (омилення) жири легко розщеплюються на гліцерин і жирні кислоти, причому різні кислоти проявляють неоднакову стійкість до дії високих температур і мікроорганізмів. Так, насичені жирні кислоти досить стійкі не тільки при звичайних температурах, але й при нагріванні навіть до 400 °C вони важко втрачають свою карбоксильну групу й не розкладаються.
Досить стійкими є й ненасичені жирні кислоти з одним подвійним зв'язком (типу олеїнової).
Ненасичені жирні кислоти із двома й більшим числом подвійних зв'язків менш стійкі; вони окислюються, твердіють, стають темними, з часом мають неприємний запах. На це потрібно звертати увагу при використанні їх. Вони легко окислюються й полімеризуються, а при нагріванні до 300 °C розпадаються з розривом вуглецевого ланцюга й утворенням суміші насичених і ненасичених вуглеводнів жирного ряду.
Для хімічної характеристики жирів й інших ліпідів визначаються температура плавлення й числа — йодне, омилення й кислотності.

## Гідрогенізація жирів
Методом каталітичної гідрогенізації (з використанням нікелевих каталізаторів), рослинні олії і рідкі тваринні жири: морських ссавців, риби, переводять у тверді жири. Продукт реакції називається саломасом («штучним салом»). Саломаси використовують як основу для виготовлення маргарину, інших харчових жирів, мила. Вперше гідрогенізацію жирів здійснив С. Фокін в 1906 році.
Існує думка про шкідливість систематичного споживання не повністю гідрованих олій (транс-жирів) і продуктів на їх основі (печиво, чипси, картопля фрі) для людини. Вони збільшують ризик ішемічних захворювань на серце, мозок, сприяють іншим видам атеросклерозу, викликає порушення процесів синтезу холестеролу.
На перших етапах вживання гідрованих олій, кількість транс-карбонових кислот в складі маргаринів досягала 50 %, що не дозволяло уникнути негативних наслідків для здоров'я. Для зниження рівня транскарбованих кислот в маргарини додають більшу кількість нативних рослинних олій, таким чином кількість транс-карбонових кислот в кінцевому продукті може досягати 15-20 %.

## Біологічне значення жирів
Біологічне значення жирів зумовлене тим, що вони є носіями таких життєво необхідних для організму речовин, як поліненасичені жирні кислоти, жиророзчинні вітаміни, фосфоліпіди, стероли. Отже, біологічна роль жирів залежить від жирнокислотного складу та наявності інших компонентів — фосфоліпідів, вітамінів тощо.

### У харчуванні
Жири — важливий харчовий продукт людини. Вони становлять головний компонент таких харчових продуктів, як вершкове масло, рослинні олії, маргарин, смалець. Багато жирів міститься у свинячому салі та у сирі.
Значення жирів у харчуванні різноманітне. Недостатнє надходження жирів у їжу негативно впливає на різні види обміну речовин, функціональний стан окремих органів і систем і, у підсумку, на працездатність і опірність організму несприятливим чинникам навколишнього середовища, у тому числі інфекційним агентам. Недостатня енергетична цінність раціонів харчування призводить до виснаження жирових депо у підшкірній основі.
Підшкірна основа виконує низку важливих функцій в організмі: теплоізоляційну (захищає глибоко розміщені тканини від надмірного впливу холоду і тепла), амортизаційну (охороняє кістки, тканини і внутрішні органи від поштовхів і ударів), естетичну (надає формам тіла ніжну округлість). Жири є найважливішим енергетичним компонентом харчового раціону — 1 г жирів дає 37,7 кДж (9 ккал) енергії, їх біологічне значення зумовлене тим, що вони є носіями таких життєво необхідних для організму речовин, як поліненасичені жирні кислоти, жиророзчинні вітаміни (віт. D, E і К; тобто вітаміни, які можуть перетравлюватися, всмоктуватися, і транспортуватися тільки в поєднанні з жирами), фосфоліпіди, стероли. Вони поліпшують смакові якості їжі, впливають на засвоюваність низки нутрієнтів. Так, засвоюваність каротину у присутності оптимальної кількості жиру в їжі досягає 80-90%, тоді як за умови його недостачі β-каротин майже не засвоюється. Однак надмірне споживання жирів погіршує засвоюваність білків, кальцію, магнію, підвищує потребу у вітамінах, що беруть участь у жировому обміні. Надмірне споживання жирів гальмує секрецію шлунка і затримує евакуацію з нього їжі, спричиняючи перенапруження функцій інших органів травлення.
Достатня кількість жирів у харчовому раціоні забезпечує його енергетичну адекватність енерговитратам організму і високу інтенсивність пластичних процесів, зокрема синтез білка. Вони входять до складу тканин тварин, рослин. Вегетативні частини рослин накопичують не більше 5% ліпідів, насіння — до 50% і більше. В організмі людини в нормі міститься 10-20% жиру, але за наявності деяких порушень жирового обміну його кількість може змінюватися. На відміну від вуглеводів і тим більше білків, жири відкладаються у великих кількостях у депо (підшкірна основа, сальник) і створюють в організмі великі запаси енергії. Нормальної комплекції доросла людина має у своєму організмі 9-12 кг жиру, що відповідає 251000-377000 кДж (60000-90000 ккал). Ця енергія витрачається у всіх випадках недостатнього харчування.

Безпосередньо з лікарською метою на жирах готують мазі, емульсії, пасти, які сприяють поглинанню активних речовин організмом, пом'якшують і продовжують їхню дію.

### У промисловості
Деякі жири (здебільшого рослинного походження) використовують для виробництва мила.

### Інше
Протягом тисячоліть люди застосовували для освітлення свічки та каганці, які використовували масло або жир. Давні єгиптяни використовували оливкову олію як мастило при переміщенні важких будівельних блоків.